# Caren Hückstädt
Caren Hückstädt (* 10. März 1981) ist eine deutsche Badmintonspielerin. 

## Karriere
Caren Hückstädt gewann nach mehreren Medaillen im Nachwuchsbereich 2003 mit Bronze im Mixed und im Damendoppel ihre ersten Medaillen bei deutschen Einzelmeisterschaften. 2006 und 2007 wurde sie deutsche Hochschulmeisterin. Im letztgenannten Jahr gewann sie auch die Estonian International.

## Sportliche Erfolge
| Saison    | Veranstaltung                     | Disziplin   | Platz | Name                                                                                 |
| --------- | --------------------------------- | ----------- | ----- | ------------------------------------------------------------------------------------ |
| 1994/1995 | Deutsche Einzelmeisterschaft U14  | Damendoppel | 2     | Caren Hückstädt (SG Empor Brandenburger Tor) / Sabine Huber (SG Helmsbach)           |
| 1996/1997 | Deutsche Einzelmeisterschaft U16  | Damendoppel | 2     | Sonja Horatzek (BV Gifhorn) / Caren Hückstädt (SG Empor Brandenburger Tor)           |
| 1997/1998 | Deutsche Einzelmeisterschaft U17  | Mixed       | 2     | Jochen Cassel (BCW Hütschenhausen) / Caren Hückstädt (SG Empor Brandenburger Tor)    |
| 1997/1998 | Deutsche Einzelmeisterschaft U17  | Dameneinzel | 2     | Caren Hückstädt (SG Empor Brandenburger Tor)                                         |
| 1999/2000 | Deutsche Einzelmeisterschaft U19  | Mixed       | 2     | Matthias Krawietz / Caren Hückstädt (TuS Gildehaus / Empor Brandenburger Tor Berlin) |
| 1999/2000 | Deutsche Einzelmeisterschaft U19  | Damendoppel | 2     | Caren Hückstädt / Kathrin Hoffmann (Empor Brandenburger Tor Berlin / TSV Neuhausen)  |
| 2002/2003 | Deutsche Einzelmeisterschaft      | Mixed       | 3     | Ingo Kindervater / Caren Hückstädt (VfB Friedrichshafen / 1. BCW Hütschenhausen)     |
| 2002/2003 | Deutsche Einzelmeisterschaft      | Damendoppel | 3     | Sandra Marinello / Caren Hückstädt (Union Lüdinghausen / 1. BCW Hütschenhausen)      |
| 2004/2005 | Deutsche Einzelmeisterschaft      | Mixed       | 3     | Michael Fuchs / Caren Hückstädt (1. BC Bischmisheim / BW Wittorf)                    |
| 2005/2006 | Deutsche Einzelmeisterschaft      | Damendoppel | 3     | Carina Mette (FC Langenfeld) / Caren Hückstädt (BW Wittorf)                          |
| 2005/2006 | Deutsche Hochschulmeisterschaften | Dameneinzel | 1     | Caren Hückstädt (UdK Berlin)                                                         |
| 2006/2007 | Estonian International            | Damendoppel | 1     | Claudia Vogelgsang / Caren Hückstädt                                                 |
| 2006/2007 | Deutsche Hochschulmeisterschaften | Dameneinzel | 1     | Caren Hückstädt (UdK Berlin)                                                         |